# 達姆塔里縣
達姆塔里縣是印度的一個縣，位於該國中部，由恰蒂斯加爾邦負責管轄，面積2,029平方公里，識字率為75.16%，2001年人口703,569，人口密度每平方公里347人。

## 外部連結
- 官方网站
- （页面存档备份，存于） List of places in Dhamtari

20°42′26″N 81°32′59″E / 20.70722°N 81.54972°E